# Коростели
Коростели (лат. Crex) — род птиц из семейства пастушковых. В настоящее время включает в себя два вида: коростеля и африканского коростеля. Первый из этих двух видов гнездится в Евразии и зимует в Юго-Восточной Африке, второй распространён исключительно на африканском континенте к югу от Сахары.

## Систематика
В «Системе природы» Карла Линнея (обыкновенный) коростель под названием Rallus crex был помещён в одну группу вместе с водяным пастушком, цветным бекасом (Rostratula benghalensis) и каролинским погонышем (Porzana carolina) . В 1803 году немецкий натуралист Иоганн Бехштейн указал на явные морфологические особенности этой птицы и вынес её в обособленный род Crex.
Другой вид рода — африканский коростель — был описан в 1854 году Вильгельмом Петерсом под названием Ortygometra egregria. Систематическое положение этого таксона также менялось: часть специалистов относили его к монотипному роду Crecopsis, другая классифицировала в составе рода Porzana, подчёркивая внешнее сходство с южно-американским пепельногорлым погонышем (Porzana albicollis). В настоящее время большинство орнитологов оба вида включают в один род, указывая на их близкое генетическое родство. Положение пепельногорлого погоныша остаётся под вопросом, в отдельных публикациях его также причисляют к роду Crex.
Ближайшей родственной группой коростелей считаются погоныши (Porzana). Семейство пастушковые, к которым относятся коростели, объединяет около 150 видов, большинство из которых ведут водный или околоводный образ жизни. Большинство птиц этого семейства и его наиболее примитивные формы обитают в тропиках Старого Света, что говорит в пользу теории о происхождении и диверсификации семейства именно в этой области. Однако ни имеющиеся палеонтологические находки, ни молекулярные данные не дают однозначного ответа на этот вопрос.

## Описание

### Внешний вид
Оба современных вида коростелей — относительно небольшого размера птицы с сжатым по бокам туловищем, короткими крыльями, коротким хвостом и конусообразным коротким клювом. В окраске сверху доминируют чёрные и рыжие тона, на шее и груди голубовато-серые. Брюхо белое, бока и подхвостье полосатые. Обыкновенный коростель заметно крупнее — его длина 27—30 см, размах крыльев 42—53 см. Аналогичные показатели африканского коростеля 20—23 см и размах крыльев 40—42 см соответственно. На юго-востоке Африки, где зимой пересекаются оба вида, первый выделяется не только более крупными размерами, но также светлее окрашенным верхом, каштанового цвета пятнами на крыльях и отличным рисунком оперения снизу. У летящего коростеля крылья более вытянуты и заострённые, взмахи крыльев не такие глубокие, по переднему краю крыла заметно белое поле.
Самцы и самки в целом похожи друг на друга, хотя последние несколько мельче, окрашены в менее контрастные тона. Молодые птицы обоих полов выглядят темнее и в сравнении со взрослыми самками ещё невзрачнее, более бурые снизу. Линька один раз в год по окончании брачного периода. Оба вида монотипичны, хотя для обыкновенного коростеля характерна географическая изменчивость окраски, признанная клинальной (плавной, не имеющей чётких границ).
Коростели заметно отличаются от других пастушковых. Другие близкие короткоклювые виды заметно уступают им в размерах, имеют характерные белые отметины сверху и отличный перьевой рисунок снизу. Водяной и капский пастушки выделяются длинными заострёнными клювами.

### Голос
Как и другие представители семейства, коростели способны издавать разнообразные звуки, из которых наиболее известны территориальные крики самцов. Помечая территорию и подзывая самок, они издают серию резких и скрипучих звуков, которые могут продолжаться непрерывно в течение нескольких минут. Во время пения самец держит туловище прямо, высоко поднимает голову и широко раскрывает клюв. В период размножения голосовая активность возрастает, при этом обыкновенный коростель голосит в основном в тёмное время суток, в то время как африканский — в светлое. Пик голосовой активности евразийского вида приходится на промежуток между полночью и тремя часами утра, общее количество издаваемых за ночь звуков может достигать 20 тыс..
Территориальная вокализация заметно отличается от вокализации других птиц в пределах ареала, в частности от звуков, издаваемых обыкновенным и полосатым погонышами, погонышей-крошкой и водяным пастушком. Зимующий в Африке обыкновенный коростель в этот период жизни ведёт себя бесшумно, и соответственно на «чёрном» континенте пение свойственно лишь для его африканского визави. Птицы обоего пола издают другой характерный звук, который может сигнализировать как об опасности, так и мечения территории, особенно в конфликтной ситуации с соседями. Самки и птенцы общаются с помощью крякающих и пискливых звуков. Охотники для привлечения птиц используют манки, которые имитируют территориальную активность самцов. В книге «Birds Britannica» приводится пример простого манка для коростеля: деревянной гребёнки, по которой скребут палочкой или щепкой. Вместо гребёнки можно использовать застёжку-молнию, по которой проводить пластиковой картой.

## Распространение
Обыкновенный коростель гнездится в умеренных широтах Евразии от Британских островов и Пиренеев в востоку до Прибайкалья и западного Китая, зимует в юго-восточной Африке от Заира и Танзании к югу до южно-африканской провинции Квазулу-Натал и бывшей провинции Трансвааль. Небольшие группы птиц останавливаются на зимовку в Южной Европе и Северной Африке.
Африканский коростель распространён почти повсеместно к югу от Сахары, за исключением пустынных и полупустынных районов в юго-западной части континента, где годовое количество осадков не превышает 300 мм, а также на Мадагаскаре. Местами это обычная птица, но редкая во влажных тропических лесах и засушливых регионах с участками оголённой почвы. Если обыкновенный коростель — типичная перелётная птица, то африканский мигрирует только из районов с ярко выраженным сезонным колебанием влажности, в основном расположенных в южной части ареала. Оба вида летят в тёмное время суток, что затрудняет наблюдение и учёт за ними. Особенно это относится к африканскому виду, чей характер перемещений остаётся слабо изученным, несмотря на распространённость.

## Образ жизни
Оба вида коростелей активны днём, особенно утром и вечером, а также в ненастную погоду. Африканский вид в сравнении с евразийским ведёт себя менее скрытно, чаще выглядывает из высокой травы и выбегает на открытую местность; его нередко можно встретить у дорожной обочины. Обыкновенного коростеля в дикой природе увидеть весьма проблематично: он, как правило, проводит время в зарослях густой травы и о его присутствии можно догадаться лишь по голосу. Коростели территориальны в течение всего года, конфликтующие самцы принимают угрожающую позу — принимают вертикальную стойку и взъерошивают перья на крыльях, брюхе и боках. На границах участков между самцами возможны стычки.
При ходьбе птицы высоко поднимают ноги, во время бега держат туловище вытянутым горизонтально и поджав бока. Потревоженные коростели предпочитают спастись бегством, прячась под покровом высокой травы. Взлетают неохотно, в воздухе держатся неуклюже, развесив ноги, и плюхаются в траву при первой возможности. Как правило, не отлетают далее 50 м от места взлёта. Спасаясь от собаки, используют быстроту и манёвренность, при этом как можно ниже прижимаются к земле и часто меняя направление движения. Обыкновенный коростель мигрирует стаями до 40 особей, часто смешанными с перепелами. Летит ночью, а днём отдыхает в излюбленных местах отдыха. На традиционных стоянках могут одновременно концентрироваться до нескольких сотен птиц. Способность к миграции врождённая: птицы не утрачивали способности к ней после нескольких поколений, выращенных в неволе.

### Размножение
Коростели традиционно считаются моногамными птицами, однако наблюдения показывают, что самец обыкновенного коростеля после оплодотворения самки и начала кладки яиц может сменить участок и спариваться с уже другой самкой (последовательная полигиния). В брачный период характерно преследование самки самцом, во время которого первая кудахчет, а второй бежит с выпрямленным телом и вытянутой шеей. Гнездо — неглубокая чаша из переплетённых травинок, расположенная в углублении в густой траве. Яйца розоватого цвета с красновато-бурыми или лиловыми пятнами, числом 3—11 штук у африканского вида и 6—14 (чаще 8—12) у евразийского. Нередко первое яйцо появляется тогда, когда гнездо ещё не готово и представляет собой простую травяную подстилку. Каждое последующее яйцо откладывается через сутки после предыдущего и к концу кладки постройка принимает более внушительные размеры.
Насиживание, в котором принимают участие обе птицы пары, начинается примерно через две недели после кладки первого яйца. Несмотря на значительную разницу во времени между кладкой первого и последнего яйца, все птенцы появляются на свет в пределах двух суток. Они с самого рождения покрыты чёрным пухом и быстро покидают гнездо, однако первые дни неспособны самостоятельно добывать себе корм. Способность к полёту проявляется в возрасте 4—6 недель, ещё до достижения размеров взрослых птиц. Сведения о повторной кладке известны только для обыкновенного коростеля.

### Питание
Рацион состоит в основном из животных кормов, главным образом беспозвоночных: земляных червей, улиток, пауков, жуков, стрекоз, кузнечиков и других насекомых. В Африке частой добычей птиц становятся термиты, тараканы и навозные жуки. Время от времени ловят мелких лягушек, грызунов и рыбу. Корм подбирают с земли и с побегов низко растущих растений. Самцы могут преследовать добычу или исследовать клювом растительный мусор. В желудках птиц иногда находят пищу растительного происхождения: семена трав и молодые побеги. Для перетирания пищи в желудке глотают мелкие камешки. Кормятся в одиночку, парами или семейными группами, иногда в компании с другими пастушковыми, дупелями и перепелами.